# آب‌خدای
آب‌خدای (به لاتین: Ab Khuda'i) یک منطقهٔ مسکونی در افغانستان است که در ولایت هرات واقع شده‌است.